# Бочаров, Алексей Яковлевич
Алексей Яковлевич Бочаров (1930, Товарковский — 1989) — советский футболист, защитник, тренер. Мастер спорта СССР (1958). Заслуженный тренер РСФСР.

## Биография
За армейскую команду Ростова-на-Дону ОДО / ОСК играл в соревнованиях КФК в 1954, 1956—1957 годах. Был в составах клубов «Локомотив» Москва (1955), «Торпедо» Таганрог. Первый капитан ростовского СКА. В 1958 году в составе СКА вышел класс «А», где в четырёх сезонах провёл 50 матчей.
Тренер СДЮШОР СКА (1963—1968), СКА (1975—1976).
В Ростове-на-Дону проводится детский турнир памяти Бочарова.